# 齊通左郡
齐通左郡，中国南北朝时设置的郡。
南朝齐建武三年（496年）置齐通左郡，属益州。治所即今四川省眉山市。齐通左郡为僚族聚居地，辖境相当今四川省眉山市、丹棱县等地。南朝梁齐通左郡改为齊通郡，治所在齐通县。